# Barleria splendens
Barleria splendens är en akantusväxtart som beskrevs av Eileen Adelaide Bruce. Barleria splendens ingår i släktet Barleria och familjen akantusväxter. Inga underarter finns listade i Catalogue of Life.